# Loch Broom (sjö)
Loch Broom är en sjö i Storbritannien.   Den ligger i kommunen Perth and Kinross och riksdelen Skottland, i den norra delen av landet, 600 km norr om huvudstaden London. Loch Broom ligger 347 meter över havet.  I omgivningarna runt Loch Broom växer i huvudsak blandskog.